# Аджита Кесакамбала
Аджита Кесакамбала (санскр. अजित केशकंबली) — древнеиндийский мыслитель-материалист, живший в VI—V веках до н. э. Один из учителей шраманской эпохи. Его имя-прозвище буквально означает «непобедимый с одеждой из человеческих волос». Считался одним из шести учителей ереси (тиртхаков), живших во времена Будды Шакьямуни, которые придерживались взглядов, противоположных его учению. 
Аджита Кесакамбала, был старшим современником Будды. Он носил одеяло из волос в любое время года, что характеризовало его как человека, практикующего аскетизм и самоотречение. Тем не менее, в джайнских источниках он и его последователи обвиняются в гедонизме.
О воззрениях Аджита Кесакамбалы известно по рассказу царя Магадхи Аджаташатру, который передан в «Саманнапхала-сутте» Палийского канона.
По мнению Аджиты, только чувственный опыт является достоверным источником знаний. Высмеивал общепризнанные нормы религии и морали. Иногда его называют предшественником чарваков (локаяты). Основаниями вещей считал комбинации четырёх элементов (земля, вода, огонь, воздух). Взгляды данного мыслителя сопоставляют со взглядами древнегреческого философа Демокрита.
Кесакамбала признаётся как один из ранних материалистов или протоматериалистов Индии. Для Будды ключевая проблема теории Кесакамбалы заключается в том, что он устраняет этику и этические действия. Некоторые современные материалисты делают то же самое, утверждая, что, поскольку этическая ценность не может быть объяснена исключительно в материальных терминах, она должна быть лишена какой-либо реальности. В этом случае уместно возражение Будды: мудрец скажет, что в свете Кесакамбалы нет разницы между тем, кто следует его учению, и тем, кто этого не делает, поскольку нет никакого факта в вопросе о том, что представляет собой плодотворное и бесплодное действие.